# Rißtissen
Rißtissen ist ein Teilort der Großen Kreisstadt Ehingen (Donau) im Alb-Donau-Kreis in Baden-Württemberg. Der Ort wurde im Jahr 1975 nach Ehingen eingemeindet. Ortsvorsteherin ist Dagmar Jöchle-Leutz (Stand: 2024).

## Geographie

### Lage
Das Straßendorf Rißtissen ist ein ostsüdöstlicher Stadtteil von Ehingen an der Donau. Es befindet sich knapp zwei Kilometer südlich der Mündung der Riß in die von Südwesten kommende Donau. Rißtissen, das auf 490 bis 504 m ü. NN liegt, erstreckt sich über eine Fläche von 12,1 km² und beheimatet 1225 Einwohner.

### Nachbargemeinden
Rißtissen ist eine Exklave des Ehinger Stadtgebiets, zehn Kilometer östlich des Stadtkerns gelegen, und grenzt (im Uhrzeigersinn, beginnend im Westen) an die Gemeinden Griesingen, Öpfingen, Oberdischingen, Erbach (alle Alb-Donau-Kreis), Achstetten und Laupheim (Landkreis Biberach).

## Geschichte

### Antike

#### Kastell Rißtissen
Rißtissen war in der zweiten Hälfte des ersten nachchristlichen Jahrhunderts ein kleiner Standort des römischen Militärs unmittelbar südlich der oberen Donau (lat. Danubius), die zu dieser Zeit die römische Grenze bildete. Das römische Kastell Rißtissen lag zwischen den Nachbarkastellen Emerkingen im Westen und Unterkirchberg im Osten auf einem flachen Hügel und nur 50 Meter nördlich der römischen Donausüdstraße, die in der Nähe die Riß überquerte. Heute befinden sich an der Stelle des Römerkastells die Schule und der weithin sichtbare Wasserturm. Die obere Donau begrenzte vom Jahre 15 vor Christus bis etwa 100 n. Chr. in diesem Abschnitt das römische Reich und zugleich die Provinz Rätien im Norden. Das befestigte Militärlager wurde in einem Zuge mit dem Bau der Donausüdstraße 45 n. Chr. errichtet. Es sollte den Rißübergang der Straße und die nahe Donaugrenze sichern.

#### Donausüdstraße
Vor dem Bau der Donausüdstraße wurde der militärische und zivile Verkehr von der aufstrebenden, künftigen Provinzhauptstadt Augsburg (Augusta Vindelicorum) zu den Legionslagern Straßburg (Argentoratum) und Mainz (Mogontiacum) ausschließlich über die heute so genannte Allgäustraße abgewickelt. Die Streckenführung dieser Straße war für den Verkehr von Augsburg nach Mainz ungünstig. Sie führte von Augsburg über Kempten (Cambodunum), Bregenz (Brigantium), Basel und Straßburg nach Mainz. Nach dem Jahr 45 übernahm die neue, gut ausgebaute Donausüdstraße auf der kürzeren Streckenführung von Augsburg über Günzburg (Guntia), Rißtissen, Hüfingen (Brigobannis), Windisch (Vindonissa), Basel und Straßburg nach Mainz einen großen Teil des wachsenden Verkehrs. Das Verkehrsaufkommen dieser neuen Straße sollte nicht unterschätzt werden, denn schließlich gab es damals nördlich des Hochrheins und des Bodensees keine vergleichbar ausgebaute und kürzere Ost-West-Verbindung zwischen den militärischen und wirtschaftlichen Schwerpunkten der römischen Provinzen nördlich der Alpen.

#### Der Ortsname zu Zeiten der Römer

Ausschnitt aus der für Rißtissen interessanten Karte des Ptolemäus nach Gerhard Mercator, Köln 1584

Es bleibt ungeklärt, wie das Kastell von den Römern genannt wurde. Die Spekulationen richten sich hauptsächlich auf die von dem römischen Geographen Ptolemäus im zweiten Jahrhundert n. Chr. in seinem Buch Geographike Hyphegesis erwähnten Ortsnamen Riusiava, Viana und Febianis. Ptolemaeus zählt in seinem erwähnten Werk in Buch II „Germania“, Kapitel 10, von Westen nach Osten, also vom oberen Rhein bis ins heutige Österreich, eine Reihe von 19 entlang der Donau gelegenen Ortschaften auf. Diese Aufzählung beginnt im Westen mit Kirchzarten (Tarodonum) und führt in östlicher Richtung über Rottweil (Arae Flaviae) an dritter Stelle zu einem Ort mit Namen Riusiavu. Östlich von Riusiavu lokalisiert Ptolemaeus einen Ort mit der Bezeichnung „Viana“. Einige Historiker glauben, dass mit der Bezeichnung Riusiavu Rißtissen gemeint sein könnte.
Sie berufen sich dabei auf Knorr, der 1932 in der Fachzeitschrift „Germania“ einen Artikel Rißtissen, das Riusiava des Ptolemäus geschrieben hat. Knorr argumentierte, die Donaukastelle seien in der Regel nach den den Kastellen benachbarten Nebenflüssen der Donau benannt worden. Er verwies beispielsweise auf das Kastell Hüfingen (Brigobannis), das westlichste der Donaukastelle. Brigobannis wurde von den Römern nach dem nahen Fluss Breg benannt. Das Kastell Günzburg (Guntia) heißt nach dem Fluss Günz, das Kastell Unterkirchberg habe nach dem an der Garnison vorbeifließenden Flüsschen Weihung (lateinisch: Viana) Viana geheißen. Wenn das Römerkastell in Unterkirchberg Viana geheißen habe, dann müsse Rißtissen – nach der Reihenfolge der Ortsnamen in der Aufzählung des Ptolemäus – Riusiavu gewesen sein.
Die neuere Forschungen lehnen diese These zum Teil ab. So haben zuerst Rolf Nierhaus, und in der Folge Thomas Knopf Riusiava in die nördlich der Donau gelegene keltische Großsiedlung Heidengraben bei Grabenstetten verlegt. Die Wissenschaftler argumentieren, Riusiava werde im 10. Kapitel des 2. Buchs der Geographike Hyphegesis genannt. Dieses 10. Kapitel ist Germanien (Germania Magna) geweiht. Der südlich der Donau gelegenen römischen Provinz Rätien habe Ptolemäus im gleichen Buch das 11. Kapitel gewidmet. Riusiava wird nur im 10. Kapitel und nicht im 11. Kapitel, das Raetien beschreibt erwähnt. Damit müsse Riusiava wie Rottweil (= Arae Flaviae) nördlich der Donau im damaligen Germanien (Germania Magna) gelegen haben. Das damals rätische, südlich der Donau gelegene Rißtissen könne deshalb nicht Riusiavu gewesen sein. Die Prähistorikerin und Archäologin Sabine Rieckhoff hat 2005 diese These abgelehnt. Sie stellt fest, dass die „althistorisch-philologisch orientierte Forschung“ an der Gleichsetzung von Riusiava mit Heidengraben „entgegen dem archäologischen Befund“ festhalte. Der Mythos Riusiava sei inzwischen fester Bestandteil einer Literatur geworden, „die archäologische Befunde negiert“. Raetien habe zu Lebzeiten des Ptolemäus um 150 nach Christus nach Norden bis zum Limes über die Donau hinausgereicht. Auch das nördlich der Donau gelegene Rottweil habe sich nicht im freien Germanien (Germania magna), sondern in der römischen Provinz Germania Superior befunden. Einer Gleichsetzung von Riusiava. mit Rißtissen hat Rieckhoff nicht das Wort gesprochen. Auch bei der Beschreibung anderer ehemals römischer Vici (Dörfern) wird versucht, einen Zusammenhang zum sagenhaften Riusiavu des Ptolemaeus herzustellen (vgl. diesbezügliche Ausführungen unter Vicus von Eriskirch).
Wie oben erwähnt ist in der älteren Forschung der Kastellplatz von Illerkirchberg immer wieder mit den antiken Namen Viana, Phaeniana oder Febianis in Verbindung gebracht worden. Aufgrund jüngerer Funde, durch die der Name Phaeniana aber recht eindeutig dem Ort Faimingen zugewiesen werden konnte, dürfte zumindest dieser Name für Spekulationen im Zusammenhang mit diesem Kastell nicht mehr zur Verfügung stehen.
Historisch belegbar ist der Name „Tussa“ für Rißtissen seit dem Jahr 838. Der Ortsname Tussa oder Tissa wurde sehr viel später, um Verwechslungen zu vermeiden, um den Namen des benachbarten Flusses Riß als Präfix erweitert. In der Umgebung gab es ein Tissen an der Iller (heute Illertissen) und ein Tissen bei Saulgau (heute Groß- und Kleintissen, Ortsteile von Bad Saulgau). In der örtlichen, schwäbischen Umgangssprache wird Rißtissen noch heute als „Dissa“ und werden die Rißtisser als „Dissemer“ bezeichnet.

#### Römische Nachfolgesiedlung
Während der sorgfältigen logistischen Vorbereitung der Dakerkriege durch Kaiser Trajan erlebte der Rißtissener Vicus um die Jahrhundertwende zum 2. Jahrhundert eine zweite Blüte. Spätestens 105, nach dem Ende der Dakerkriege, wurde das Kastell als militärischer Stützpunkt aufgegeben. Die Räumung bedeutete jedoch nicht das Ende der zivilen Siedlung. Sie hatte ausreichend Eigendynamik, um sich an der Kreuzung zweier Handelsstraßen zu behaupten und zu entwickeln. Die westöstliche Donausüdstraße kreuzte sich hier mit einer von Süden von Bregenz (Brigantium) kommenden Straße (vgl. Bundesstraße 30 Geschichte), der „Schussenrißtalstraße“. Die Schussenrißtalstraße mündete in Rißtissen möglicherweise in die nach Nordwesten führende römische „Enz-Donau-Straße“, die nach einer nicht dokumentierten Hypothese schon im ersten Jahrhundert über Nasgenstadt (Donauübergang) und Münsingen nach Pforzheim führte und dort Anschluss an eine Straße nach Baden-Baden hatte. Es erscheint wegen der kurzen Entfernung und des Bedürfnisses einer Anbindung an das vorhandene und ausgebaute Straßensystem südlich der Donau wahrscheinlich, dass es ab Anfang des 2. Jahrhunderts auch eine direkte Straßenverbindung von den Kastellen am Obergermanisch-Raetischen Limes zu dem römischen Vorgängerort Rißtissens gab. Die von Rißtissen nach Süden zum Bodensee führende Schussen-Riß-Straße war ursprünglich, um die Mitte des 1. Jahrhunderts, aus militärischen Überlegungen als rückwärtige Kommunikations- und Nachschublinie sowie als möglicher Rückzugs- und Fluchtweg für die Besatzungen der Donaukastelle Rißtissen, Emerkingen und Ennetach angelegt worden. Mit Beginn des 2. Jahrhunderts wurde die Schussen-Riß-Straße mit ihrer ab Rißtissen vermuteten Verlängerung nach Norden zur kürzesten Verbindung vom westlichen rätischen Limes über Rißtissen, Bregenz, Chur (Curia) und den Septimerpass in das zentrale Oberitalien. Um 99 n. Chr. wurde diese Straße, die vermutlich schon bei den Kelten als Naturweg bestand, zur winterfesten, befahrbaren und begradigten Römerstraße ausgebaut.
Münzfunde von 222 und ein in die Südwand der Kirche sichtbar eingemauerter römischer Votivstein aus dem Jahre 201 belegen, dass Rißtissen wohl bis nach 200 n. Chr. dicht und danach in abnehmendem Maße bis 260 n. Chr. von Römern bewohnt war. Es war Marktflecken und vermutlich auch römische Poststation (cursus publicus), Herberge (mansio) und Pferdewechselstation (mutatio). Zu den schon damals bei den Römern auch in Rißtissen selbstverständlichen zivilisatorischen Einrichtungen zählte eine öffentliche, beheizte Therme. Dieses römische Badehaus wurde in der Mitte des 19. Jahrhunderts östlich der Pfarrkirche ausgegraben. Gleich neben der Therme wurden die Fundamente einer großen Töpferei gefunden. Ursprünglich acht behauene Grabsteine und ein Weihestein wurden als Spolien aus der im 18. Jahrhundert abgerissenen, gotischen Kirche geborgen. Die aus dem 2. oder 3. Jahrhundert stammenden sieben Steine (ein achter wurde 1953 gefunden und versehentlich zerstört), die heute in die Außenmauer der Kirche gut sichtbar eingelassen sind, sowie Funde von Scherben luxuriösen Essgeschirrs (terra sigillata) aus Südgallien deuten auf einen blühenden Ort hin. Eine römische Begräbnisstätte wird nördlich der Donausüdstraße einige hundert Meter östlich des Kastells vermutet.

#### Abzug der Römer, Landnahme durch Alemannen

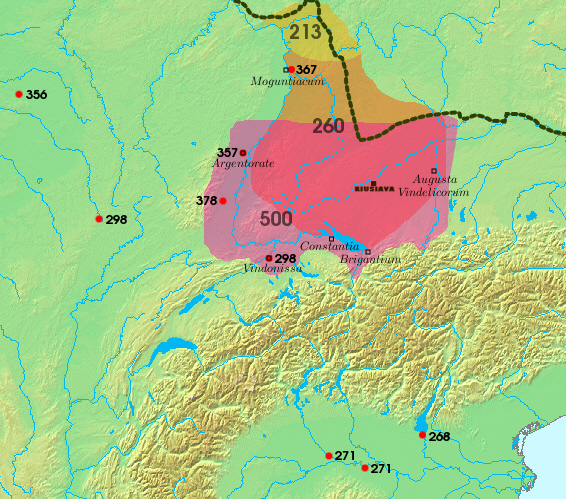
Rißtissen im Bereich der alemannischen Landnahme

Die Römer gaben ihre befestigte Nordgrenze, den obergermanisch-rätischen Limes, um 260 n. Chr. nach wiederholten, verheerenden Raubzügen der Germanen und aufgrund einer in diesem Abschnitt wegen der prekären Situation im Osten des Reiches ausgedünnten Truppensituation de facto auf (Limesfall). Sie räumten den nordwestlichen Teil der Provinz Rätien. Das aufgegebene Gebiet entsprach in etwa dem heutigen württembergischen Oberschwaben und dem Schwarzwald. Der verlassene Vicus Rißtissen lag in diesem zunächst herrenlosen Gebiet zwischen Donau, Iller und Bodensee, in das von Norden und Westen allmählich alemannische Siedler nachrückten. Die ausgesprochen spärlichen Bodenfunde aus den Jahren nach 260 bis nach 500 lassen darauf schließen, dass Rißtissen zwar geräumt, aber von den Alemannen nicht unmittelbar in Besitz genommen worden war. Es ist anzunehmen, dass viele der römischen Bewohner Rißtissens in die wenige Kilometer östlich gelegenen Orte auf der rechten, heute bayerischen Seite der Iller (lat. Hilaria) umzogen. Das Gebiet östlich der Iller und südlich der Donau, heute das bayerische Schwaben, wurde von den Römern bis zum Ende des römischen Reiches im 5. Jahrhundert verteidigt und gehalten (vgl. Donau-Iller-Rhein-Limes).

### Mittelalter

#### Merowinger- und Karolingerzeit
Die Funde aus dem südwestlich des Wasserturms entdeckten alemannischen Gräberfeld aus dem 7. Jahrhundert lassen vermuten, dass sich erste alemannisch-germanische Siedler erst nach 500 n. Chr. in Rißtissen niederließen. Neuen Aufschwung brachte für diese kleine, bäuerliche Siedlung der Entschluss Karls des Großen im frühen 9. Jahrhundert, die heruntergekommenen, ehemals römischen Fernstraßen, darunter auch die Donausüdstraße, zu erneuern. Nur wenige Jahre nach Karls Tod wurde Rißtissen am 20. Mai 838 als „Tussa“ zum ersten Mal in einer Urkunde der Abtei St. Gallen schriftlich erwähnt. Aus dieser Urkunde erfahren wir, dass „Tussa“ in der Ruadolhuntare (Huntare) lag, die wiederum zur Albuinesbaar (wohl der Munderkinger Baar) gehörte. In der gleichen Urkunde wird eine schon damals dem heiligen Pankratius († 305 n. Chr.) geweihte, vermutlich erste christliche „Tussener“ Kirche erwähnt. Auch die heutige Kirche ist dem Hl. Pankratius und daneben auch der Hl. Dorothea geweiht.

#### Oberschwäbischer Jakobsweg

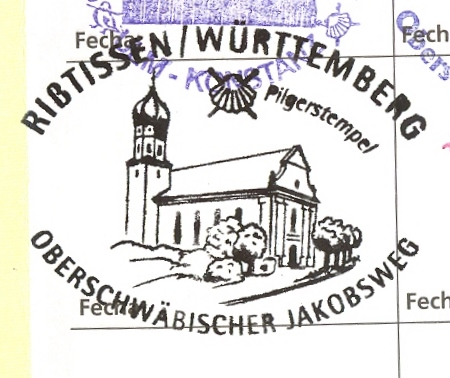
Oberschwäbischer Jakobsweg

Seit dieser Zeit liegt Rißtissen am oberschwäbischen Jakobsweg. Der Jakobsweg ist der mittelalterlich-historische Pilgerweg zum sagenhaften Grab des Apostels Jakobus des Älteren im spanischen Santiago de Compostela. Schon im Mittelalter führte der Fernwanderweg von Nürnberg nach Konstanz mitten durch den Ort. Tussa, das später zur Unterscheidung von einem anderen, ebenfalls „Tussa“ genannten Ort an der Iller (heute Illertissen) „Rißdissa“ und dann Rißtissen genannt wurde, war eine bedeutende Pilger-Raststation. Heute wird dieser historische grenzüberschreitende Weg wieder neu beschrieben und im Zuge der europäischen Einigung durch internationale Wegzeichen von Ulm her über Oberdischingen und dann weiter von Rißtissen über Biberach an der Riß nach Konstanz durch verschiedene Organisationen sowohl markiert als auch rege begangen.
← Vorhergehender Ort: Ersingen | Rißtissen | Nächster Ort: Untersulmetingen →

Ulmer Münster |
Ulm |
Grimmelfingen |
Einsingen |
Erbach |
Donaurieden |
Oberdischingen |
Ersingen |
Rißtissen |
Untersulmetingen |
Obersulmetingen |
Schemmerberg |
Äpfingen |
Laupertshausen |
Mettenberg |
Biberach an der Riß |
Reute |
Grodt |
Muttensweiler |
Steinhausen |
Wallfahrtskirche Steinhausen |
Winterstettenstadt |
Bad Waldsee |
Bergatreute |
Weingarten |
Ravensburg |
Brochenzell
Östliche Route:
Meckenbeuren |
Tettnang |
Gießenbrücke |
Heiligenhof |
Atlashofen |
Hüttmannsberg |
Gattnau |
Arensweiler |
Selmnau |
Hattnau |
Nonnenhorn
Westliche Route:
Rammetshofen |
Unterteuringen |
Hepbach |
Leimbach |
Möggenweiler |
Markdorf |
Meersburg |
Bodensee |
Staad |
Konstanz |
Konstanzer Münster

#### Herrschaft Rißtissen
Im Hochmittelalter gehörte Tussa dem mächtigen, später ausgestorbenen Geschlecht der Grafen von Berg. Ihr Dienstmann in Tussa, Diethelm von Tussin, wird 1127 im Stiftungsbrief eines Benediktinerinnenklosters als Zeuge benannt. Der erste Rißtisser Ortsgeistliche, von dem wir aus Urkunden (7. September 1322) namentlich erfahren, war „der Pfaff Heinrich Fulhin“. 1353 gab es in Dissa 72 Haushalte. Mit der gesamten Herrschaft der Grafen von Berg gelangte Tissen 1343 an die Habsburger und gehörte damit zu Vorderösterreich. Das Haus Habsburg hatte Teile der Grafschaft Berg, darunter Rißtissen, gegen Entgelt unter Vorbehalt der Oberherrschaft zu Lehen an Dritte vergeben oder verpfändet. Konrad von Landau verkaufte 1419 seinen Anteil an Rißtissen an Ulmer Bürger. 1455 erwarb Reichsfreiherr Hans von Stotzingen fünf Sechstel der Rechte an der Herrschaft Rißtissen von den Bürgern der freien Reichsstadt Ulm. Die Freiherrn von Stotzingen stifteten 1483 den von Jakob Acker dem Jüngeren geschaffenen Altar, heute in der Leonhardskapelle. Durch die Erbtochter Crescentia von Stotzingen († 1550) kam das Dorf durch Heirat zu fünf Sechsteln an die Familie der Freiherren von Laubenberg. Bis auf zwei Höfe, die weiterhin Ulmer Hintersassen blieben, kauften die Herren von Laubenberg 1593 den noch ausstehenden Rest der Herrschaft Ulrich von Schienen zu Gamerschwang ab.

### Neuzeit

#### 17. Jahrhundert
1613 erwarb der habsburgische Pfleger (etwa: Landvogt) von Ehingen, Munderkingen und Berg und gleichzeitig Herr auf Wilflingen, Hans Christof Schenk von Stauffenberg († 1638 Ulm), das Dorf. Er hatte zunächst die Laubenberg’sche Witwe Barbara von Essendorf († 1612 Rißtissen) und nach deren Tod die ebenfalls von einem (anderen) Laubenberg verwitwete Maria Freifrau von Laubenberg († 1632 Ulm) geehelicht. Hans Christof erwarb durch diese Heiraten die halbe Herrschaft über Rißtissen. Die andere Hälfte kaufte er seiner Frau Marie vor der Hochzeit 1614 ab. Die Bezahlung des Kaufpreises wurde ihm gestundet. Marie plante mit der Kaufpreisforderung an ihren Mann ihr Alter abzusichern. Da aber Hans Christof seine zweite Frau Marie um sechs Jahre überlebte, fiel die Forderung aus dem Kaufvertrag teilweise an deren Laubenberg’sche Erben. Hans Christof und später sein Stauffenberg’scher Erbe Hans Jakob bezahlten diese Forderung der Laubenberg’schen Erben nach der wirtschaftlichen Katastrophe und Deflation des Dreißigjährigen Kriegs als besonders drückende Last über viele Jahrzehnte ab.
1630, während des Dreißigjährigen Kriegs (1618–1648), wurde Rißtissen von schwedischen Truppen besetzt, zerstört und 1633 von den Schweden in einem Zuge mit Ehingen und Wilflingen an Friedrich Ludwig Chanofski von Langendorf, einem Spross der heute ausgestorbenen, aus Südböhmen stammenden ritterlichen Familie Chanowsky vorübergehend übertragen. 1634, nach dem Abzug der Schweden aus dem Süden Deutschlands als Folge der Niederlage bei Nördlingen, fielen Wilflingen und Rißtissen wieder an den Stauffenberger und Ehingen (Donau) an die Habsburger zurück. Der katholische Hans Christof Schenk von Stauffenberg war 1629 mit seiner Frau nicht lange vor dem Erscheinen der schwedischen Soldateska in Schwaben bis zu seinem Tode im Jahre 1638 als kaiserlicher Rat (etwa Botschafter des Kaisers) in die protestantische, stark befestigte und damit verhältnismäßig sichere freie Reichsstadt Ulm gezogen. Da beide Ehen zwischen Hans Christof und den Laubenberger Witwen kinderlos blieben, fiel Rißtissen an seinen Neffen Hans Jakob Schenk von Stauffenberg (* 1614; † 1674 Rißtissen). Hans Jakob hatte die Kriegszeit (1618–1648) mit seiner Familie in der befestigten freien Reichsstadt Biberach überlebt. Nach dem Friedensschluss zog er 1649 in das verödete und zerstörte Rißtissen. Gerade 68 Seelen sollen damals noch dort gelebt haben. Er verkaufte 1656 sein Gut Rusenberg an das Franziskanerinnenkloster Oggelsbeuren und finanzierte damit die Ansiedlung von Bauern überwiegend aus dem damals bettelarmen, habsburgischen Tirol und Vorarlberg. Typische Tiroler Nachnamen wie Gaissmaier oder Hinderhofer finden sich noch heute in Rißtissen.
Anekdotisch wird über Streitigkeiten zwischen der katholischen Herrschaft der Schenken und einer ulmischen Bauernfamilie Meister (oder Maister) in Rißtissen berichtet: Als 1615 Anna, die Tochter des in Rißtissen lebenden Ulmer Hintersassen Georg Maister, das Osterlied „Christus ist erstanden“ vielleicht aus geheimer zwinglianer Gesinnung nicht mitsingen wollte, ließ Hans Christof von Stauffenberg sie durch seine Beamten im „ulmischen Hof“ (heute vermutlich der Hof des sogenannten „Ulmbauers“ in der Ulmbauergasse) „annehmen“ (verhaften) und „in die Geigen schlagen“ (den Hintern versohlen). Das löste einen Prozess mit den Baupflegern des Ulmer Münsters aus. Hans Christof musste sich 1617 mit den Ulmern vergleichen. Sein Neffe Hans Jakob bekam 34 Jahre später ähnlichen Ärger, weil er den Bauern Hans Meister, vermutlich den damaligen „Ulmbauern“ und möglicherweise den Bruder der Anna Meister, jedenfalls einem „Niedergerichtsuntertan der Ulmer Kirchenbaustiftung“ 1649 unbefugt davon abgehalten hatte, die Gehölze am Bach am Stauffenberg’schen Garten abzuschlagen. Die Ulmer klagten.
Aus der Epoche der Stotzinger, der ausgestorbenen Laubenberger und des ersten Schenken stammen die in die Sakristeiaußenwand der Pfarrkirche eingelassenen Grabsteine.

#### 19. Jahrhundert
Aus Anlass der Schlacht von Elchingen im Herbst 1805 kampierten napoleonische Truppen in Rißtissen. Sie brannten mehrere Bauernhöfe und die Stallungen des damals neuen Schlosses nieder. Die französischen Offiziere waren im Schloss und in den Kavaliershäusern einquartiert. Das bewahrte die Hauptgebäude vermutlich vor dem Schicksal der Stallungen.
Der 1834 in Rißtissen geborene Franz August Schenk von Stauffenberg war Abgeordneter und Präsident des bayerischen Landtags in München und ab 1871 Reichstagsabgeordneter und Vizepräsident des Reichstages in Berlin. 1884 war er einer der Mitbegründer der liberalen Deutschen Freisinnigen Partei und damit einer der Gegenspieler Otto von Bismarcks. Er starb 1901 in Rißtissen. Sein Sohn Franz Schenk von Stauffenberg vermietete Schloss Rißtissen nach dem Ersten Weltkrieg an die Gemeindeverwaltung und zog selbst nach Wilflingen. Dessen jüngster Sohn Hans Christoph Freiherr Schenk von Stauffenberg erbte das Schloss 1950.

#### 20. Jahrhundert
Während des Zweiten Weltkriegs befand sich im Osten des Ortes, südlich der Straße nach Ersingen, ein militärischer Behelfsflughafen (Einsatzhafen II. Ordnung). Im September 1938 war mit den Bauarbeiten begonnen worden, zu Kriegsbeginn 1939 war der Flugplatz dann „bedingt einsatzbereit“. Am östlichen Ortsrand war eine Flakbatterie mit vier 8,8-cm-Flugabwehrkanonen und mit den dazugehörigen Flakscheinwerfern in Stellung gebracht worden. Die Mannschaftsunterkünfte befanden sich zum Teil im Stauffenberg-Schloss, aber überwiegend in Ersingen. Kurz vor Kriegsende, am 18. April 1945, wurde der Platz von 72 Bombern des amerikanischen Typs Martin B-26 „Marauder“ der französischen Luftwaffe angegriffen. Den wenigen nach diesem Splitterbombenangriff noch flugtauglich gebliebenen deutschen Jagdflugzeugen vom Typ Bf 109 G/K gelang in letzter Minute am 20. April 1945, wenige Stunden vor dem Einmarsch der französischen Truppen in Rißtissen, die Flucht auf dem Luftwege nach Schongau. Diese gehörten zur zweiten Gruppe des erst kurz davor vom deutschen Militärflugplatz Seyring bei Wien nach Rißtissen und dem Flugplatz Laupheim verlegten Jagdgeschwaders 53 „Pik As“ (II. JG 53) unter dem Gruppenkommandeur Major Julius Meimberg. Eine Woche später wurde die Staffel aufgelöst. Zu den Jagdfliegern dieser Gruppe zählte auch Oberleutnant Herbert Rollwaage mit 71 bestätigten Abschüssen. Am 15. Mai 1945 stürzte eine amerikanische Transportmaschine vom Typ Douglas DC-3 in der militärischen Version Douglas C-47 Skytrain beim Landeanflug auf den Flugplatz Rißtissen ab und wurde vollkommen zerstört. Heute erinnert außer einigen stark beschädigten und verwitterten Betonfundamenten im „Löcherwald“ nichts mehr an diesen Flugplatz.
Nach dem Kriegsende am 8. Mai 1945 war der Ort der französischen Besatzungszone zugeteilt. Wiederum, wie vor der Schlacht von Elchingen (1805), hatten französische Offiziere das Schloss als Unterkunft und Messe ausgewählt. Nach Ende des Zweiten Weltkriegs wurden 1947 Vertriebene aus dem vormaligen West- und Ostpreußen in Rißtissen aufgenommen. Einige dieser Familien wurden im Schloss untergebracht. Zu ihnen zählte die Familie des Landwirts Johannes Wiens aus Altfelde (Kreis Marienburg) im damaligen Westpreußen (heute Stare Pole in Polen). Er hat 1952 schriftlich über seine am 23. Januar 1945 in Altfelde begonnene Flucht vor der Roten Armee berichtet. Sein Fluchtbericht endet 1947 in Rißtissen.

#### Eingemeindung
Am 1. Januar 1975 wurde die bis dahin selbständige Gemeinde Rißtissen im Rahmen der kommunalen Gebietsreform auf einstimmigen Beschluss des Rißtisser Gemeinderates in die Stadt Ehingen eingemeindet und ist seitdem deren Ortsteil.

## Politik
Dem Ortschaftsrat gehören nach der Kommunalwahl vom 9. Juni 2024 mit der Ortsvorsteherin als Vorsitzende zehn Mitglieder an.
| Partei            | Stimmen | Sitze |
| Freie Bürgerliste | 99,71 % | 10    |

## Persönlichkeiten
- Augustin Braig (1766–1821), römisch-katholischer Theologe und Hochschullehrer in Wien, Berater des Kaisers Franz von Österreich
- Josef Schick (1859–1944), Professor für Anglistik
- Franz Schenk von Stauffenberg (1878–1950), Politiker (DNVP, NSDAP)

## Verkehrsanbindung
Rißtissen liegt abseits der großen Straßenverkehrsströme, ist aber über Kreisstraßen theoretisch gut, praktisch aber vorläufig noch eher schlecht angebunden. Die zu den nächsten Städten Laupheim (6 km) und Ehingen führenden Landstraßen bilden eine viel befahrene Verbindungsspange zwischen den nächstgelegenen Fernstraßen, den Bundesstraßen 30, 311 und 465.
 Das hat de facto zu einer Überlastung der oben erwähnten Landstraßen und der Ortsdurchfahrt von Risstissen durch starken LKW-Verkehr geführt. Die Landstraßen bieten zwei sich begegnenden Lastzügen keine ausreichende Breite. Die Fahrbahnränder sind deshalb gefährlich ausgefahren. Bei der Planung des Golfplatzes (2005) in Rißtissen wurde eine westliche Dorfumfahrung von der aus Ehingen kommenden Landstraße zu der von Rißtissen nach Laupheim führenden Landstraße zur Entschärfung der nicht ungefährlichen Situation in Aussicht gestellt, aber bisher noch nicht (Stand 2014) verwirklicht. Mit dem öffentlichen Personennahverkehr des Donau-Iller-Nahverkehrsverbundes gelangt man per Bus (Linie 225) nach Laupheim und Ehingen. In beiden Städten besteht dann Anschluss an das Schienennetz der Deutschen Bahn. Im Stundentakt besteht von Laupheim-West ein vernetzter Anschluss an die nächste ICE-Station am Ulmer Hauptbahnhof in etwa 20 Kilometer Entfernung und in 80 Kilometer Entfernung nach Süden nach Friedrichshafen am Bodensee.
Der nächstgelegenen Flughäfen mit nationalen und internationalen Linienflügen sind der mit der Bahn vom Bahnhof Laupheim West erreichbare Regional-Flughafen Friedrichshafen (80 km) und der Flughafen Memmingen. Die nächstgelegenen Großflughäfen sind der Flughafen Stuttgart (100 km), der Flughafen München (rund 190 km), sowie der Flughafen Zürich Kloten (180 km).

## Gebäude und Einrichtungen

### Stauffenberg’sches Schloss

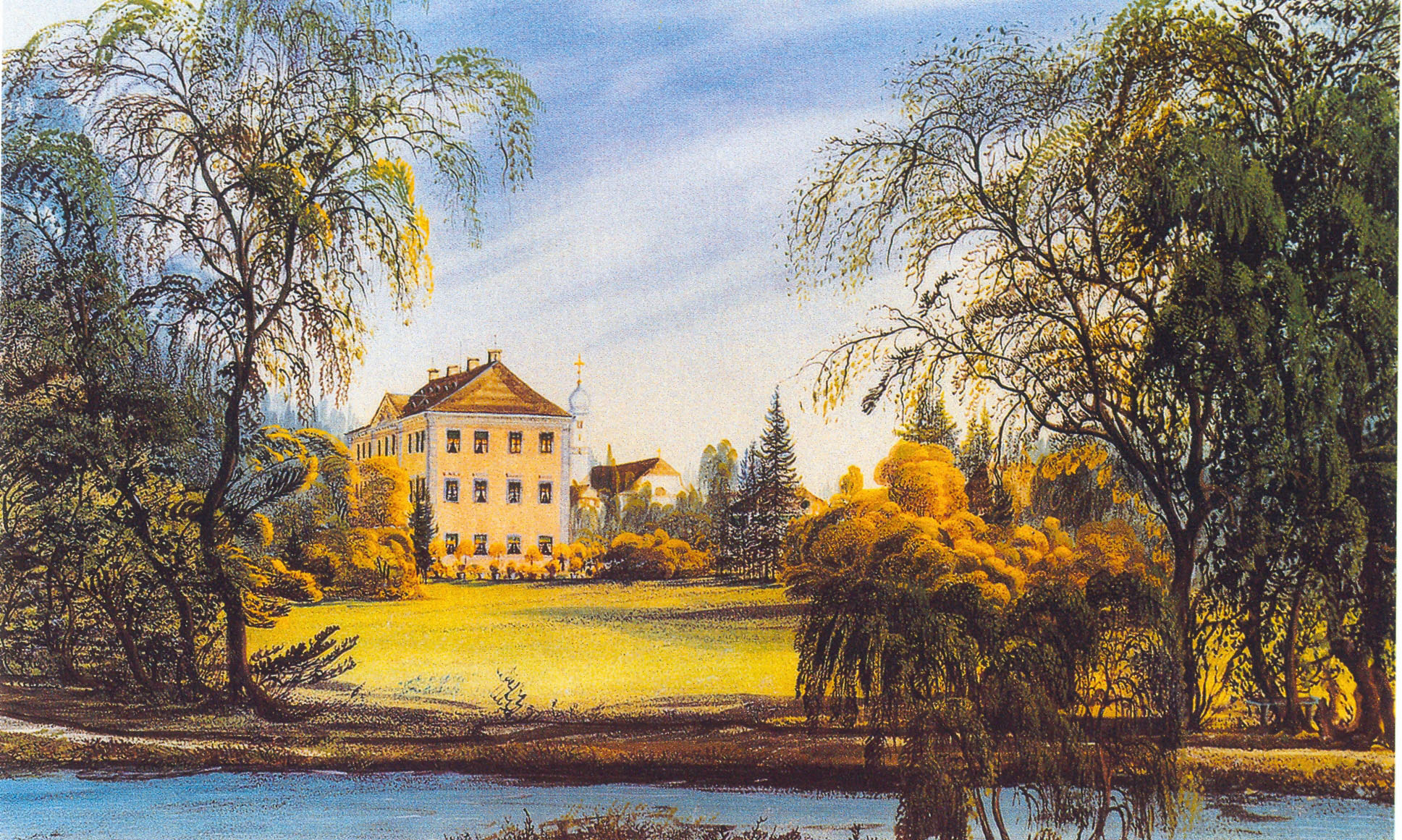
Schloss Stauffenberg, ca. 1850

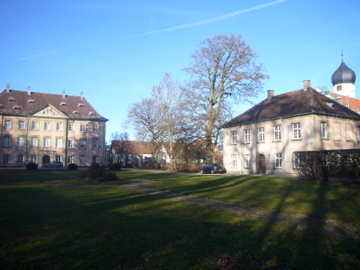
Schloss Stauffenberg, Hauptgebäude (links) und eines der Kavaliershäuser (rechts), dahinter die Kirchturmspitze der Pankratiuskirche

1275 erstmals als Herrensitz erwähnt. Der Vorvorgängerbau des heutigen Schlosses wurde im Dreißigjährigen Krieg von den Schweden zerstört. Hans Jakob von Stauffenberg baute nach 1650 an gleicher Stelle ein einfaches rechteckiges Haus mit vier Rundtürmen. Um 1784 begann Reichsfreiherr Hugo Damian Anton Schenk von Stauffenberg, neben Rißtissen auch Herr auf Jettingen, Wilflingen, Lautlingen und Geislingen (bei Balingen), mit dem Bau der neuen Kirche, dem Vorgängerbau des heutigen Pfarrhauses, und mit der Ausführung der heutigen Schlossanlage im Louis-seize- oder Zopfstil. Dabei wurde das nicht mehr dem Geschmack der damaligen Epoche entsprechende Haus des Hans Jakob abgerissen.

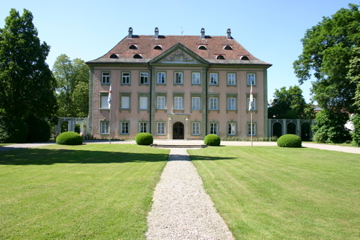
Schloss Stauffenberg, Frontalansicht des Hauptgebäudes

Die neue Anlage besteht aus einem rechteckigen, dreistöckigen, schlichten Hauptgebäude mit dreiachsigem, angedeutetem Mittelrisalit und ebenfalls angedeuteten einachsigen Eckrisaliten. Dadurch wird die Fassade in fünf Teile gegliedert. Die Vertikalgliederung der Hauptfassade übernehmen gequaderte Putzlisenen. Zwei spiegelbildlich zur Quermittelachse des Haupthauses angeordnete schlichte, zweistöckige Kavaliershäuser umstanden zusammen mit dem Haupthaus einen gepflasterten Ehrenhof. Heute ist der Ehrenhof durch eine Gartenanlage ersetzt.
Das Allianzwappen im Tympanon, dem zentralen Giebelfeld des Haupthauses, ist das der Erbauer, des (1791 gegraften) Reichsgrafen Hugo Damian Anton Schenk von Stauffenberg und seiner Gemahlin, der Reichsgräfin Antonie von Kageneck. Gräfin Antonia war eine der für ihre Schönheit berühmten sieben Töchter des Reichsgrafen Johann Friedrich Fridolin von Kageneck aus Munzingen (heute Stadtteil von Freiburg im Breisgau). Das äußere Erscheinungsbild des Rißtisser Schlosses ist bei aller Verschiedenheit der inneren Struktur äußerlich klar von dem eine Generation älteren Kageneck’schen Schloss in Munzingen beeinflusst. Gräfin Antonias ältere Schwester, Gräfin Beatrix von Kageneck, war die Mutter des bedeutenden österreichischen Staatskanzlers Fürst von Metternich, der sich des Öfteren zu Besuch bei seinen Stauffenberg Vettern in Rißtissen aufhielt. Der Tympanon des Mittelrisalits der Rückfront des Haupthauses zeigt die Initialen der Namen der Erbauer in Form einer Zopfgirlande.
Der englische Park wurde um 1820 nach dem Erwerb und Abriss mehrerer Bauernhöfe entlang des heute durch den Park verlaufenden Baches und der Riß durch den Sohn des Erbauers des Schlosses, Reichsgraf Clemens Wenzeslaus Schenk von Stauffenberg, nach einer Skizze von Friedrich Ludwig von Sckell durch den in England ausgebildeten Rißtisser Landschaftsgärtner Klank angelegt. Klank war eine unverwechselbare Gestalt im damaligen Rißtisser Straßenbild, weil er sich nach der neuesten englischen Mode mit grauem Zylinder und rotem Gehrock zu kleiden beliebte. Er muss wie das Ebenbild Johnnie Walkers, der emblematischen Figur einer schottischen Whiskymarke, ausgesehen und damit im Dorf fast noch mehr Aufsehen als durch den Bau des englischen Parks erregt haben.
Nach dem Zweiten Weltkrieg baute der Rißtisser Kunstschreiner Mißler, dessen Haus im Biedermeier-Stil noch heute in der Ersinger Straße zu bewundern ist, das barocke Treppengeländer aus dem zum Abbruch bestimmten Pfarrhaus aus und in das Haupttreppenhaus des Schlosses ein. Franz Schenk Freiherr von Stauffenberg ließ 1920 das dem Schloss gegenüberliegende ehemalige Verwalterhaus errichten, das heute von einem Mitglied der Familie Stauffenberg bewohnt wird. Insgesamt waren die Schenken von Stauffenberg von 1613 bis zum Reichsdeputationshauptschluss 1803 reichsritterschaftliche Inhaber der Herrschaft Rißtissen. Sie übten die niedere Gerichtsbarkeit aus. Napoléon Bonaparte erzwang indirekt durch den Artikel 7 des Friedensvertrages von Lunéville und den dadurch ausgelösten Reichsdeputationshauptschluss (1803) zunächst bis 1810 die Mediatisierung Rißtissens unter die Krone Bayerns und danach unter die Krone Württembergs. Das Schloss mit Feld und Wald steht auch heute im Eigentum der Familie Schenk von Stauffenberg.

### Friedhofskapelle St. Leonhard

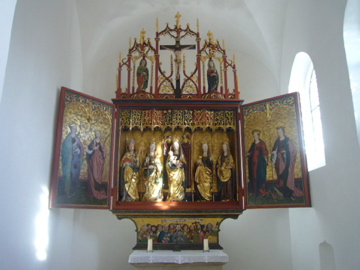
Leonhardskapelle, Altar aus dem 15. Jahrhundert

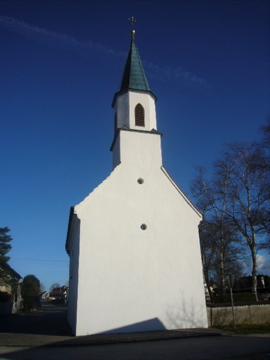
Friedhofskapelle St. Leonhard

Die Friedhofskapelle St. Leonhard von 1438, damals außerhalb des Ortes gelegen, gehörte, worauf schon das Patrozinium hinweist, ursprünglich zu einem mittelalterlichen Leprosenhaus, das vom Ulmer Heilig-Geist-Spital für Aussätzige gestiftet worden war. Das Leprosenhaus konnte gegen 1600 aufgegeben werden, weil die Lepra im 15. Jahrhundert in Mitteleuropa stark zurückgegangen war. 1784, beim Neubau der heutigen Pfarrkirche, wurde der die Kirche umgebende Friedhof von dort zur St.-Leonhard-Kapelle verlegt.
Die Kapelle birgt heute Einrichtungen, die vermutlich aus der 1784 abgerissenen spätgotischen Pfarrkirche stammen. Ein bemerkenswertes Kunstwerk ist der mit „Jacob Acker“ und mit der Jahreszahl 1483 signierte Altar („Jacob acker maler zu Ulm hat diese Dafel gemacht uf der haillgen Kreutz tag an herst. MCCCCLXXXIII jar“), auf dem auch die zweite Ortspatronin, die Heilige Dorothea, dargestellt ist. Vermutlich wurde dieser Altar von den Stotzingern im 15. Jahrhundert für die vormalige gotische Pfarrkirche mit der Kopatronin St. Dorothea gestiftet. Über den Maler Jacob Acker den Jüngeren ist kaum etwas bekannt. Nicht einmal, ob er ein Enkel des bekannten Ulmer Glasmalers Jakob Acker des Älteren oder ein Sohn des ebenfalls in Ulm tätigen Glasmalers Hans Acker war, deren beider Fenster noch heute im Ulmer Münster bewundert werden können. Es ist zu vermuten, dass er ein Spross dieser weitverzweigten Ulmer Künstlerfamilie war. Wie andere Mitglieder der Ackerfamilie arbeitete auch er für das Ulmer Münster. 1473 bemalte er dort die Flügel der Hauptorgel. Diese Orgel wurde zusammen mit 60 Altären, die möglicherweise auch einige Bildtafeln von Jacob Acker d. J. enthielten, im Sommer 1531 am so genannten „Götzentag“ (19. Juni 1531) von den unter dem radikalen Einfluss Zwinglis reformierten Ulmer Bilderstürmern vernichtet. Jacob Acker d. J. wird der Ulmer Schule zugerechnet. Rißtissen hat eine Straße nach ihm benannt.

### Josefskapelle

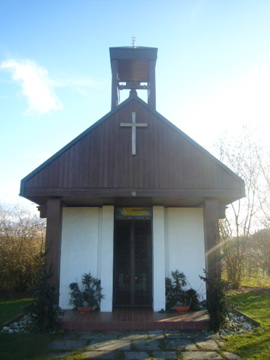
Josefskapelle

Die bei der Bevölkerung beliebte und häufig besuchte Josefskapelle wurde von dem Obstgärtner Karlo Braig um 1980 errichtet. Sie befindet sich westlich des Golfplatzes an der Gemarkungsgrenze zu Griesingen. Ihr Innenraum wurde von Pfarrer Nikolaus Stark ausgemalt.

### Katholische Pfarrkirche Sankt Pankratius und Dorothea
Die Kirche soll auf den Fundamenten eines römischen Tempels erbaut sein. Freiherr Hugo Damian Anton ließ 1784 die baufällige gotische Kirche aus dem 15. Jahrhundert abtragen. Der solide mittelalterliche Kirchturm blieb erhalten. Sein gotischer Helm wurde durch eine barocke Zwiebel ersetzt. Beim Abriss wurden die bereits erwähnten sieben römischen Reliefsteine (Spolien) entdeckt, die dann in die Außenmauer der neuen Kirche sichtbar eingelassen wurden. Graf Anton Schenk von Stauffenberg ließ den die alte Kirche umgebenden Friedhof zur Leonhardskapelle an der Ehinger Straße verlegen und die Toten umbetten. Schließlich wurde nach Plänen des im benachbarten Erbach tätig gewesenen, aber damals schon verstorbenen Tiroler Baumeisters Franz Kleinhans, eines Schülers des Baumeisters Johann Georg Fischer, die neue Kirche erbaut. Während der langen Bauzeit las Pfarrer Franz Xaver Hensinger (1768–1802) die Messen in einer Scheune. Die Zahl MDCCLXXXVII (1787) über dem Haupteingang der Kirche bezeichnet das Vollendungsjahr des Baues. Die neue Kirche wurde wegen der durch die französische Revolution und Napoleon unruhigen Zeiten zunächst nur benediziert und erst am 22. Mai 1830 geweiht. An die Apsis an der Ostseite ist die Begräbnisstätte (Gruft) der Familie Stauffenberg angegliedert (1878).

### Römermuseum in der Schule Rißtissen
In dem kleinen Museum in der Schule, also innerhalb der Grenzen des ehemaligen römischen Kastells, fanden einige der Funde aus dem Kastell- und Vicusbereich von Riusiava Aufnahme. Weitere Funde befinden sich im Museum der Stadt Ehingen und im Württembergischen Landesmuseum Stuttgart.

## Golfplatz

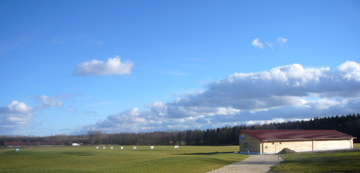
Driving Range des Golfplatzes

Im Mai 2006 begann der Golfclub Donau-Riß auf einem ungefähr 82 ha großen, von der Stadt Ehingen und von Baron Stauffenberg langfristig gepachteten Gelände im Südwesten des Dorfes mit dem Bau eines Golfplatzes. Der Golfarchitekt Robert Trent Jones II aus Kalifornien hat den 18-bahnigen Platz für den Golfclub Donau-Riß mitkonzipiert, der eine ungewöhnlich hohe Zahl von „Bunkern“ (also Spielhindernissen) aufweist. Im Süden des Golfplatzes befindet sich das Clubhaus mit Aussicht auf das Donautal und der Übungsbereich mit einer überdachten Driving Range (zum Üben langer Schläge), Pitching Grüns (für kurze Schläge), Putting Grüns (für die ganz kurzen Schläge) und drei Kurzbahnen für Anfänger. Der Platz ist seit Juli 2007 in Betrieb. Dem Golfclub sind bis 2017 rund 450 Mitglieder beigetreten.

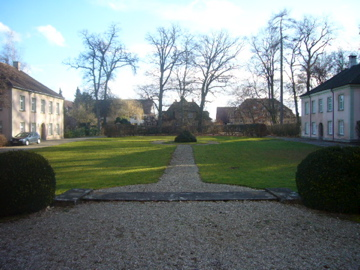
Das Stauffenberg’sche Schloss, Blick vom Hauptgebäude in den Park, seitlich die beiden Kavaliershäuser
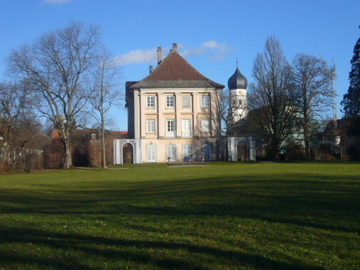
Schloss Stauffenberg, Blick aus dem Park auf die Seitenfront des Hauptgebäudes, rechts daneben der Kirchturm
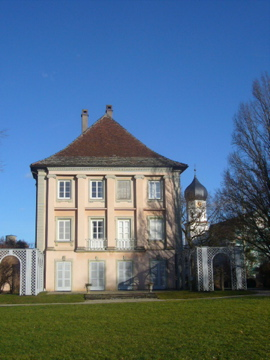
Schloss Stauffenberg, Seitenansicht mit dem Kirchturm
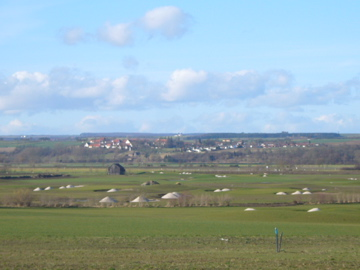
Blick von der Driving Range des Golfplatzes in Richtung Norden nach Öpfingen